# 仁政方
仁政方（じんせいがた）とは、室町幕府初期に設置された機関の1つで頭人及び数人の奉行人から構成されていた。

## 概要
仁政方の位置づけについては複数の説が存在しており、
- 引付方が下した訴訟判決に対する救済措置を行う越訴機関[1]
- 引付方の上位に位置し、押妨者の罪名決定などの保管機能を果たす機関[2]
- 恩賞地の知行回復のための訴訟機関[3]
- 執事奉書の発給を行う執事（後の管領）の政務機関[4]

などの推定がなされている。
暦応4年（興国2年/1341年）に既に訴訟機関として記録に登場し、同年10月3日には下文発給に関する訴訟を仁政方から引付方に移行する幕府法令（室町幕府追加法第7条）が出されている。永和元年（天授元年/1373年）から3年にかけて、東寺が幕府に依頼した訴訟に関して引付方ではなく仁政方での裁決を求める遣り取りが記録されており、少なくても室町幕府創設期の40年間以上は存続したと考えられているが、室町時代中期以後には既に廃止されたらしく、幕府職制に確認できない。